# 諾多族精靈
在托爾金（J. R. R. Tolkien）的作品裡，诺多族（Noldor）是最具智慧的精靈。诺多族是精靈三族裡第二大的部族，是其次抵達阿門洲（Aman）的精靈族群。傳說中，诺多族是由泰太（Tata）建立的，他是第二位在庫維因恩（Cuiviénen）甦醒的精靈，他的妻子叫泰妲雅（Tatanyë）。首位跟隨歐羅米（Oromë）的诺多族精靈是芬威（Finwë），芬威成為诺多族君王，帶領诺多族人前往維林諾。
诺多（Noldor）在昆雅語中解作「有智慧的」（但這裡的智慧指的是擁有知識，而不是擁有睿智，聽起來有點批判的味道），是指诺多族精靈的灵思巧手。他們亦稱為塔特雅（Tatyar），意思是「第二」，表示是其次到達阿門洲的精靈。那時昆雅語漸漸成熟。
諾多族有很多名字，他們自稱Noldo，眾數是Noldorin，辛達族稱他們為Golug，眾數是Golodhrim。他們也稱Deep Elves，Tatar，Gnomes。他們的族人普遍為深髮色（除非擁有別的血統，例如費納芬家族與凡雅族通婚，他們的後代擁有金髮）。
在電腦遊戲[騎馬與砍殺]系列的Mod[潘德的預言]中，諾多人是一種強大的戰鬥兵種、且厭惡人類的形象出現。

## 諾多族在維林諾
諾多族精通語言和工藝，芬威和迷瑞爾之子費諾是最偉大的工藝家。他們比較親近維拉大地之神奧力，學習工藝技術。
雙聖樹枯萎了後，米爾寇殺死了芬威，竊取了精靈寶鑽。費諾聞訊大聲咒詛米爾寇，將他易名為魔苟斯。他拔腿奔離判決圈，向他的子民發表了一篇演說，動員諾多族返回中土大陸。諾多族皆感義憤，費諾和他七個兒子發了一個可怕的誓言，他們指著曼威、瓦爾妲及泰尼魁提爾山起誓：「若有誰奪取或保有屬於他們的精靈寶鑽，不論對方是維拉、惡魔、精靈或人類，包括尚未出生者，若有任何的生靈，不論偉大或渺小，是善還是惡，他們都將懷著復仇與憎惡之心直到天涯海角，直至追到世界結束之日。」

## 諾多族大動亂
費諾已經是諾多族最高君王，他鼓動族人返回中土大陸，但是諾多族不懂造船，於是費諾帶軍前往伊瑞西亞島澳闊隆迪港，向關係友好的帖勒瑞族借船，費諾希望帖勒瑞族也加入他們的行列，但帖勒瑞族拒絕，反而勸阻費諾，澳闊隆迪之王奥爾维（埃盧·庭葛之弟）表示他們的白船有如費諾的精靈寶鑽，是他們族人的心血結晶，失去了就不能再造回來。費諾聞言轉身離去，下令軍隊強行奪船，帖勒瑞族當然反抗不從，紛紛將諾多族精靈推下海去。於是，發生了血戰，因帖勒瑞族的武器不夠好，被費諾打得大敗。
維拉冥王曼督斯知道事情後，憤怒得前往他們的各在地詛咒諾多族全族及所有跟隨他們的生靈，包括以後的人類，是為曼督斯之詛咒 cursed by Mandos。芬威三子費納芬感到害怕，於是帶回一小部分的族人返回維林諾，懇求維拉原諒。費諾的船隊到達多爾露明的專吉斯特狹灣登陸。他下令燒掉白船，遺棄他的兄弟芬國昐大隊於對岸。
費納芬得到維拉的原諒，並管理留下維林諾，不願意跟隨費諾的諾多族人。

## 諾多族返回中土大陸
被遺棄在阿門洲的芬國昐不想充滿痛苦難堪地返回維林諾，他反而前所未有的要尋路前往中土大陸，百姓在芬國昐與兒子們及費納芬的子女芬羅德·費拉剛和凱蘭崔爾帶領下，深入酷寒的北方，渡過了充滿冰山，與中土大陸相連的西爾卡瑞西海峽 Helcaraxë。特剛失去了妻子埃蘭薇，另外有多人喪命，跟隨他的人減少了許多，到達中土大陸的芬國昐子民，對費諾憎惡至深。
魔苟斯得知費諾前來，下令大軍攻打費諾，努因吉利雅斯戰役，由米斯林原野展開。魔苟斯出動大隊炎魔，為首是勾斯魔格，他將費諾打倒在地，如不是他的兒子們及時趕到，費諾當場就死於非命。不過他知道自己受的是致命傷，於是向安戈洛墜姆詛咒三次，然後死去。
在太陽飛船第一次啟航，照耀大地時，芬國昐到達中土大陸，他的大軍去到安格班的門前叫陣，當時費諾已亡，梅斯羅斯被捉，但芬國昐不知道，在不見任何動靜之下，他退兵前往米斯林。
芬國昐與芬羅德·費拉剛的百姓雖然在長途跋涉中傷亡慘重，但比費諾的追隨者依然多出很多。他們一見到芬國昐大隊，識相地拔營遷居，費諾的追隨者真想歡迎他們，卻又因為太羞愧而不敢付諸行動。
芬國昐的來臨，標誌住太陽紀第一紀元的開始。
芬國昐的兒子芬鞏不知梅斯羅斯在燒船一事並未背叛他，但他依然想念與梅斯羅斯的友誼，他獨自一人前往安戈洛墜姆，找到了梅斯羅斯，梅斯羅斯求芬鞏一箭殺死他，芬鞏感到絕望，向曼威祈求。巨鷹之王索隆多突然出現，在牠幫助之下，芬鞏飛上了峭壁，斬斷了梅斯羅斯的右手，救出了梅斯羅斯。
芬鞏的所作所為贏得極大名望，費諾和芬國昐兩家的恨惡得以化解。梅斯羅斯為燒毀白船一事乞求原諒，並放棄諾多族最高君王王位。於是芬國昐成為諾多族最高君王，統率所有諾多族人，以及所有諾多王侯後來在貝爾蘭建立的王國。
芬國昐長期統治米斯林地區，他的次子特剛和費納芬的長子芬羅德·費拉剛在維拉大海之神烏歐牟密令之下，興建貢多林王國和納國斯隆德王國抵抗魔苟斯。
第一紀元75年，阿格烈瑞伯戰役中，芬國昐大軍圍困安格班四百年，是為安格班之圍。但在第一紀元455年，班戈拉赫戰役中，安格班之圍被破壞，芬國昐單挑魔苟斯，但他殞落了，長子芬鞏即位為諾多族最高君王。
貝倫與露西安打敗了魔苟斯，自他的鐵王冠上奪下一顆精靈寶鑽的事蹟傳遍貝爾蘭。費諾長子梅斯羅斯得知事情後重燃希望，於第一紀元471年，組織了對魔苟斯發動攻擊的大軍，包括領袖包括諾多族最高君王芬鞏及隱藏王國貢多林之王特剛，聯軍進攻安格班，是為尼南斯·阿農迪亞德戰役。這場戰役諾多族來說是場大災難，眾多諾多王侯皆陣亡此役，芬鞏殞落，特剛在戰場上即位為諾多族最高君王，然後立即從戰場中退出，進入隱藏王國貢多林。
當人類英雄，胡爾之子圖爾進入了貢多林，特剛之女伊綴爾·凱勒布琳朵愛上了他，特剛亦愛他有如兒子，他答允了圖爾與伊綴爾的婚事，他們是繼貝倫與露西安之後，人類與精靈第二次結合。但是，特剛之侄梅格林極度憎恨圖爾，因為他一直在暗戀伊綴爾。
梅格林翻越山嶺尋找金屬礦時被魔苟斯捉到，在妒嫉之下，他向魔苟斯指示前往貢多林之路，以換取貢多林的統治權和得到伊綴爾。魔苟斯攻佔貢多林，特剛的將士守衛王宮，與半獸人激戰，特剛隨住王宮倒塌而殞落。
特剛無兒，諾多皇族只剩下兩名成員，吉爾加拉德和他的姑婆凱蘭崔爾，但凱蘭崔爾是女性，不能繼承諾多族最高君王王位，於是王位由吉爾加拉德繼承。
到最後，維拉出兵攻打魔苟斯，是為憤怒之戰。魔苟斯被推翻，維拉解除了曼督斯之詛咒和主神禁令，重新邀請諾多族返回維林諾，大部分的諾多族族人都回去了，但小數諾多族族人，包括吉爾加拉德和凱蘭崔爾拒絕了維拉，繼續留在中土大陸。魔苟斯被推翻標誌住太陽紀第二紀元的開始。

## 第二紀元的諾多族
第二紀元，吉爾加拉德在貝烈蓋爾海沿岸地區林頓建立新領土。他與新興的努曼諾爾帝國維持良好外交關係，索倫打造好至尊魔戒後，與努曼諾爾帝國結盟打敗索倫。
努曼諾爾帝國滅亡了後，登丹人最高君王伊蘭迪爾和他的二個兒子埃西鐸及安那瑞安帶領努曼諾爾子民返回中土大陸。吉爾加拉德及伊蘭迪爾為反擊索倫，組成精靈及人類最後同盟，以精靈及人類兩者之力對抗邪惡。
他們圍攻了巴拉多七年，甚至索倫也從魔多親自迎擊，達哥拉之戰中，吉爾加拉德和伊蘭迪爾皆陣亡。但是，索倫也失敗了。伊蘭迪爾的兒子埃西鐸拾起納希爾聖劍的碎片逼近索倫並切除他戴戒指的手指。索倫肉身消失，靈體千年也不能聚合。
吉爾加拉德是中土大陸最後一位諾多族最高君王。

## 第三紀元的諾多族
在第三紀元中，諾多族越來越少了，他們大都是住在瑞文戴爾或林頓的灰港。

## 諾多族最高君王列表
- 芬威
- 費諾  梅斯羅斯放棄諾多族最高君王王位，費諾一系結束。
- 芬國昐
- 芬鞏
- 特剛  特剛無兒，芬國昐一系結束。
- 吉爾加拉德  吉爾加拉德無兒，費納芬一系結束。

吉爾加拉德殞落後，不再有人要求王位。

## 諾多王室家譜
```
          (1)            (2)

迷瑞爾
 ========= 
芬威
 ========= 
茵迪絲
 
            |
           |                -------------------------------
         
費諾
 = 
諾丹妮爾
      |      |               |      |
                |         
芬迪絲
   
芬國昐
 = 
阿纳尔瑞
  
伊瑞米
   
費納芬
 = 
伊珥雯

            
梅斯羅斯
                         |                    |
           
梅格洛爾
                       
芬鞏
                
芬羅德·費拉剛
      
            
凱勒鞏
                         
特剛
                
安格羅德
------
歐洛隹斯
------
吉爾加拉德

            
卡蘭希爾
                       
雅瑞希爾
            
艾格諾爾
   
            
庫路芬
------
凱勒布理鵬
         
亞岡
                
凱蘭崔爾
   
            
安羅德
                                                         
            
安瑞斯
```

## 其他版本的諾多族
早期的版本中，諾多族叫Noldoli（不是叫Ñoldoli）或Gnomes，哈比人依然叫諾多族Gnomes，也因此高多格林語也被稱為Gnomish。

## 資料來源
1. ↑  J.R.R.托爾金，《精靈寶鑽》，譯林出版社 ，2012 。